# Conrad Ier de Nuremberg
 (septembre 2023).
Si vous disposez d'ouvrages ou d'articles de référence ou si vous connaissez des sites web de qualité traitant du thème abordé ici, merci de compléter l'article en donnant les références utiles à sa vérifiabilité et en les liant à la section « Notes et références ».
Pour les articles homonymes, voir Conrad Ier.
Conrad Ier (vers 1186 – vers 1261) est burgrave de Nuremberg de 1218 à sa mort.

## Biographie
Conrad Ier est le fils de Frédéric Ier de Nuremberg-Zollern et de Sophie de Raabs. Après le décès de son père en 1201, il devient comte de Zollern avec son jeune frère Frédéric II.
Les deux frères se partagent les possessions de la maison de Hohenzollern en 1218 : Conrad obtient le burgraviat de Nuremberg, tandis que Frédéric devient comte de Zollern.
Frédéric II du Saint-Empire fait de Nuremberg une base fiable pour le Saint-Empire romain germanique. Conrad Ier en sa qualité de burgrave se charge des affaires militaires, les habitants s'occupent des affaires internes, le burgravat de Nuremberg peut atteindre une autonomie croissante. La mort de l'empereur Frédéric II est un drame pour la maison de Hohenzollern, ce décès les privant de l'appui impérial contre le reste de la Franconie. Conrad réussit à conserver autour du fleuve Pegnitz, la région de Rangau avec la ville d'Ansbach.
Après sa mort, son fils Frédéric III lui succède.

## Mariage et descendance
Conrad Ier épouse Adélaïde, fille du comte Henri III de Frontenhausen. Cinq enfants sont nés de cette union :
- Justine, épouse le duc Nicolas Ier de Schlesien-Troppau ;
- Frédéric III (vers 1220 – 1297), burgrave de Nuremberg ;
- Conrad II (vers 1220 – 1314) ;
- Adélaïde (morte en 1304), épouse le comte palatin Rapoto III d'Ortenburg (de) ;
- Sophie, épouse Marquard Ier de Heydeck.